# Club Sport Colombia
Il Club Sport Colombia, conosciuto come Sport Colombia è una società calcistica paraguayana, con sede a Fernando de la Mora. Milita nella División Intermedia, seconda serie del calcio paraguaiano.

## Storia
La squadra venne fondata il 1º novembre del 1924 come polisportiva da un gruppo di giovani della Ciudad joven y feliz di Fernando de la Mora. Deve il suo nome alla riconoscenza del popolo guaraní per l'appoggio e il denaro fornito al Paraguay dalla Colombia durante la Guerra della triplice alleanza contro Argentina, Uruguay e Brasile. Il presidente che fece di più per lo Sport Colombia fu Don Alfonso Colmán, che creò le maggiori infrastrutture della città e diede forte impulso al settore giovanile della squadra. Nel 1987 gli viene dedicato lo stadio della cittadina. 
A partire dal 2010, lo Sport Colombia gioca nuovamente nella Primera División paraguaiana; ma nel 2011 viene retrocessa in División Intermedia.

## Statistiche di squadra
División Intermedia (Segunda División)
- Campionati vinti: 6
- 1940, 1944, 1945, 1950, 1985, 1992

Tercera División
- Campionati vinti: 3
- 1944, 1969, 2007

## Rosa
| N. |                     | Ruolo | Calciatore      |
| -- | ------------------- | ----- | --------------- |
| 1  | Paraguay (bandiera) | P     | Wilson Quiñones |
| 3  | Paraguay (bandiera) | D     | Justo Balbuena  |
| 4  | Paraguay (bandiera) | D     | Carlos Ortiz    |
| 5  | Paraguay (bandiera) | D     | Rodolfo Guillén |
| 6  | Paraguay (bandiera) | D     | Junior Nardelli |
| 7  | Paraguay (bandiera) | D     | Jorge González  |
| 8  | Paraguay (bandiera) | D     | Bruno Silva     |
| 9  | Paraguay (bandiera) | A     | José Leguizamón |
| 12 | Paraguay (bandiera) | C     | Ricardo Acosta  |

| N. |                     | Ruolo | Calciatore       |
| -- | ------------------- | ----- | ---------------- |
| 13 | Paraguay (bandiera) | C     | José Ávalos      |
| 14 | Paraguay (bandiera) | C     | Diego Martínez   |
| 18 | Paraguay (bandiera) | C     | Julio Merlo      |
| 19 | Paraguay (bandiera) | A     | César Espinola   |
| 20 | Paraguay (bandiera) | A     | Amílcar Franco   |
| 21 | Paraguay (bandiera) | C     | Julio Larrea     |
| 22 | Paraguay (bandiera) | A     | Elio Mora        |
|    | Paraguay (bandiera) | D     | Miguel Caballero |